# 牙比河
压必河（达让语音译：“压必曲龚”；牙比河），是印度管辖的阿鲁纳恰尔邦（与中国有领土争议，中国称藏南）安娇县（Anjaw district，中国称下察隅）境内察隅河（Zayal Chu；Lohit River）西岸的一条支流，在瓦弄（英語：Walong）以南约5公里的门巩村（Yepak）附近汇入察隅河。
在辛亥拉萨动乱期间，中国任命的官员曾到此处。根据中国方面的说法，1912年（民国元年）6月9日，中华民国川滇边使委员蒋芳奇（Chiang Fong Chi）、川邊特別區察隅县县长苟国华（苟文卿，Kes Win Chin）在门巩村压必河河口巨大的卵石上刻字：“有朋自远方来不亦乐乎”。